# La Queue-les-Yvelines
La Queue-les-Yvelines, heutzutage immer häufiger La Queue-lez-Yvelines geschrieben, ist eine französische Gemeinde mit 2505 Einwohnern (Stand 1. Januar 2022) im Département Yvelines in der Region Île-de-France. Sie gehört zum Arrondissement Rambouillet und zum Kanton Aubergenville (bis 2015: Kanton Montfort-l’Amaury). Die Einwohner werden Laqueutois genannt.

## Geographie
Die Gemeinde gehört zum Regionalen Naturpark Haute Vallée de Chevreuse. La Queue-les-Yvelines befindet sich etwa 30 Kilometer westlich von Versailles und umfasst eine Fläche von 577 Hektar. Nachbargemeinden sind:
- Garancières im Norden
- Boissy-sans-Avoir im Osten
- Galluis im Südosten
- Grosrouvre im Süden
- Millemont im Westen

## Bevölkerungsentwicklung
| Jahr      | 1962 | 1968 | 1975 | 1982 | 1990 | 1999 | 2006 | 2017 |
| Einwohner | 919  | 908  | 1296 | 1753 | 1811 | 1844 | 2024 | 2180 |

## Sehenswürdigkeiten

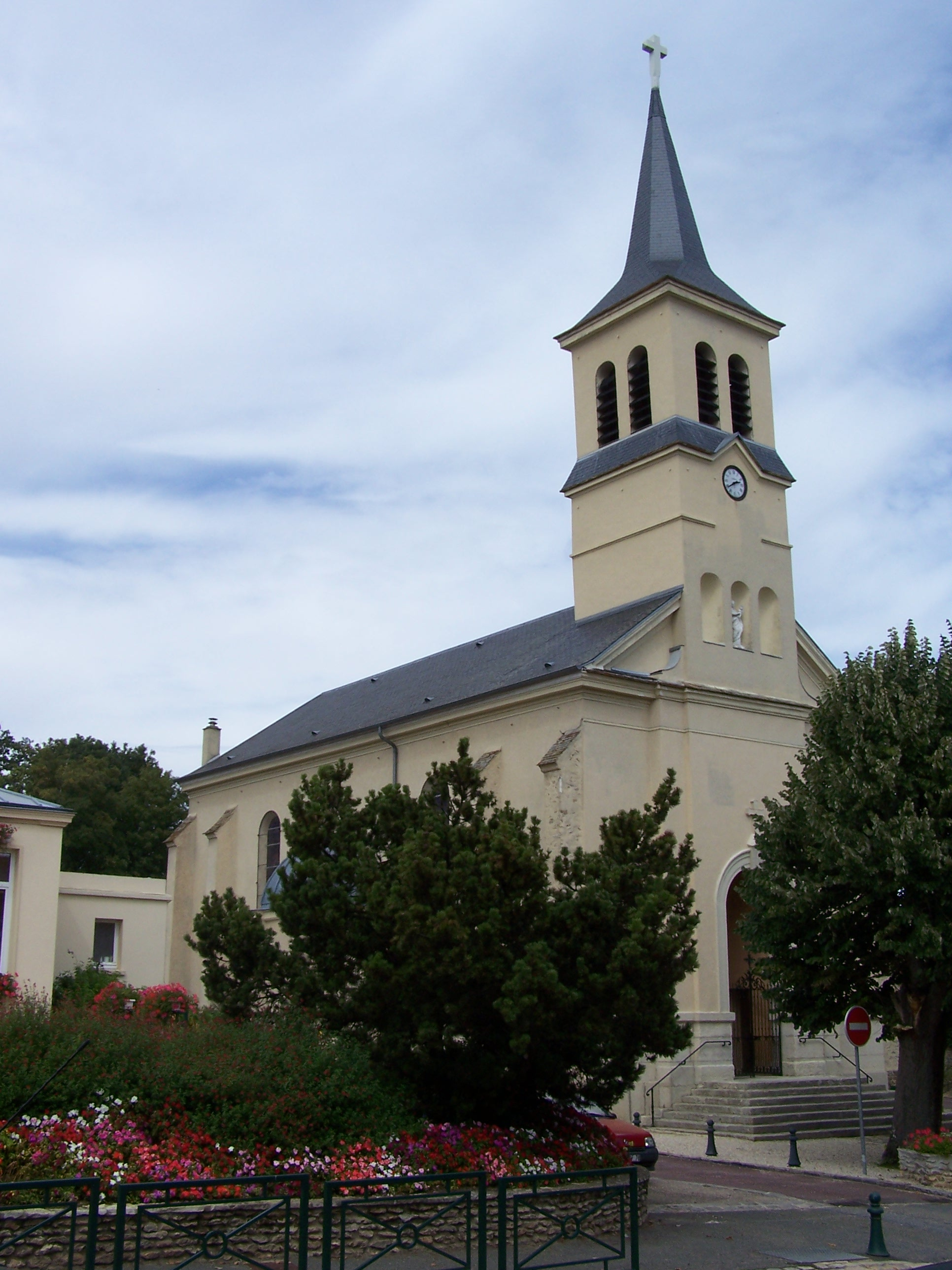
Kirche Saint-Nicolas

- Kirche Saint-Nicolas aus dem 19. Jahrhundert
- Château de la Couharde (Schloss aus dem 17. Jahrhundert)

Siehe auch: Liste der Monuments historiques in La Queue-les-Yvelines

## Persönlichkeiten
- Louise de Maisonblanche, Tochter von Ludwig XIV., lebte und starb in der Gemeinde.